# Estereocontrole macrocíclico
Estereocontrole macrocíclico refere-se ao resultado direcionado de uma dada reação química intermolecular ou intramolecular, geralmente uma reação orgânica, que é governado pela preferência conformacional ou geométrica de um anel carbocíclico ou heterocíclico, onde o anel contém 8 ou mais átomos.

## Introdução
Estereocontrole para anéis cicloexano está bem estabelecido em química orgânica, em grande parte devido ao posicionamento preferencial axial/equatorial de substituintes no anel. Modelos de estereocontrole macrocíclico da substituição e reações de anéis médios e grandes em química orgânica, com elementos estereogênicos remotos proporcionando influência conformacional suficiente para direcionar o resultado de uma reação.
Os primeiros pressupostos para os macrociclos na química sintética os consideravam muito flexíveis para fornecer qualquer grau de controle estereoquímico ou regioquímico em uma reação. Os experimentos de  W. Clark Still no final da década de 1970 e 1980 desafiou essa suposição, enquanto vários outros encontraram dados cristalográficos  e dados de RMN  que sugeriram que os anéis macrocíclicos não eram as espécies flexíveis, conformacionalmente mal definidas que muitas assumiram.
O grau em que um anel macrocíclico é rígido ou flexível depende significativamente da substituição do anel e do tamanho total. Significativamente, mesmo as pequenas preferências conformacionais, como as que se prevêem em macrociclos flexíveis, podem influenciar profundamente o estado fundamental de uma determinada reação, proporcionando controle estereostático, como na síntese de miiacolida. Modelagem computacional pode prever conformações de anéis médios com precisão razoável, como cálculos de modelagem de mecânica molecular ainda usados para prever conformações de anel para determinar a reatividade potencial e resultados estereoquímicos.
As classes de reação utilizadas na síntese de produtos naturais sob o modelo de estereocontrole macrocíclico para obter uma estereoquímica desejada incluem: hidrogenações como no neopeltolida  e  (±)-metinolida, epoxidações tais como em (±)-periplanona B e lonomicina A, hidroborações tais como em 9-diidroeritronolida B,alquilações de enolato tais como em (±)-3-deoxirosaranolida, diidroxilações tais como em cladiel-11-eno-3,6,7-triol, e reduções tais como em eucanabinolida.